# Corredor biológico Nevados de Chillán - Laguna del Laja
El Corredor Biológico Nevados de Chillán - Laguna del Laja, es un área ecológica ubicada en las regiones de Ñuble y Biobío, al sur de Chile. Está conformada por las comunas cordilleranas de Antuco, Coihueco, El Carmen, Pemuco, Pinto, Tucapel, San Fabián y Yungay; además de las reservas naturales chilenas de Los Huemules del Niblinto, Ñuble y el Parque nacional Laguna del Laja.
Con un total de 572.000 hectáreas, es considerada Reserva de la Biosfera por la Unesco desde el 29 de julio de 2011, debido a que es un área de transición entre el bosque esclerófilo de la zona central y el bosque templado de la zona sur de Chile, además de ser una zona de conservación para especies en peligro de extinción, como lo es el huemul, y el hábitat de más de cuarenta especies endémicas.

## Peligro
La zona del corredor biológico, comprende también la conservación del huemul, una especie en peligro de extinción, cuyos principales problemas de conservación, son los proyectos de infraestructura y urbanización, turismo no planificado, cambio climático, invasión de especies exóticas y prácticas ganaderas no sustentables. Un ejemplo de ello es la construcción del Embalse Nueva La Punilla, cuya realización significaría la pérdida de setecientas hectáreas de flora nativa, la fragmentación de este corredor biológico y la alteración del sistema de vida de los residentes locales, donde estos últimos, les han sido expropiados sus territorios. Aun así, la condición de reserva de la biósfera, no obliga al Gobierno de Chile a incorporar nuevas normas para la protección de esta área, si no, más bien, compromete al gobierno a darle un uso sustentable, procurando el desarrollo de las comunidades locales y protegiendo los recursos naturales de la zona, sobre todo a aquellos que le dan sustento a su biodiversidad que caracteriza.